# جو إم. أوكونيل
جو إم. أوكونيل (بالإنجليزية: Joe M. O'Connell)‏ (28 ديسمبر 1959)؛ صحفي، ناقد سينمائي وروائي أمريكي.

## روابط خارجية
- جو إم. أوكونيل على موقع IMDb (الإنجليزية)
- جو إم. أوكونيل على موقع روتن توميتوز (الإنجليزية)